# Kvalspelet till Svenska cupen i fotboll 2014/2015
Kvalspelet till Svenska cupen i fotboll 2014/2015 spelades från den 10 mars till den 29 juni 2013. Det var endast två distrikt-fotbollsförbund som hade kvalspel, Dalarnas FF och Örebro Läns FF, de andra förbunden utsåg sitt eller sina respektive lag via deras Distriktsmästerskap eller efter klubbranking 2013.

## Dalarnas FF

### Omgång 1
| Dalarna – Omgång 1 – 6 deltagande klubblag | Dalarna – Omgång 1 – 6 deltagande klubblag | Dalarna – Omgång 1 – 6 deltagande klubblag |
| ------------------------------------------ | ------------------------------------------ | ------------------------------------------ |
| Lag 1                                      | Resultat                                   | Lag 2                                      |
| Vansbro AIK                                | 0–7                                        | IFK Mora                                   |
| Slätta SK                                  | 2–0                                        | Skogsbo-Avesta                             |
| Stora Tuna                                 | 1–3                                        | Ulfshyttans IF                             |

| 1           | 13 mars 2014 | Vansbro AIK | 0 – 7           | IFK Mora                                                 | Prästholmens IP                                    |                                                    |
| 19:30 UTC+1 | 19:30 UTC+1  |             | (0 – 4) Rapport | 18′, 29′, 32′, 42′ Finsén 48′ M. Olsson 52′, 59′ Berisha | Mora Publik: 52 Domare: Jesper Myrlund (Mariestad) | Mora Publik: 52 Domare: Jesper Myrlund (Mariestad) |
| 19:30 UTC+1 | 19:30 UTC+1  |             |                 |                                                          | Mora Publik: 52 Domare: Jesper Myrlund (Mariestad) | Mora Publik: 52 Domare: Jesper Myrlund (Mariestad) |
| 19:30 UTC+1 | 19:30 UTC+1  |             |                 |                                                          | Mora Publik: 52 Domare: Jesper Myrlund (Mariestad) | Mora Publik: 52 Domare: Jesper Myrlund (Mariestad) |

| 2           | 15 mars 2014 | Slätta SK              | 2 – 0           | Skogsbo-Avesta | Kopparvallen                                       |                                                    |
| 11:00 UTC+1 | 11:00 UTC+1  | Edquist 7′ Nordahl 55′ | (1 – 0) Rapport |                | Falun Publik: 30 Domare: Andreas Hansen (Borlänge) | Falun Publik: 30 Domare: Andreas Hansen (Borlänge) |
| 11:00 UTC+1 | 11:00 UTC+1  |                        |                 |                | Falun Publik: 30 Domare: Andreas Hansen (Borlänge) | Falun Publik: 30 Domare: Andreas Hansen (Borlänge) |
| 11:00 UTC+1 | 11:00 UTC+1  |                        |                 |                | Falun Publik: 30 Domare: Andreas Hansen (Borlänge) | Falun Publik: 30 Domare: Andreas Hansen (Borlänge) |

| 3           | 16 mars 2014 | Stora Tuna  | 1 – 3           | Ulfshyttans IF                           | Domnarvsvallen                                       |                                                      |
| 10:00 UTC+1 | 10:00 UTC+1  | Karlsson 4′ | (1 – 1) Rapport | 20′ Jernberg 56′ Johansson 78′ E. Olsson | Borlänge Publik: 100 Domare: Almir Alisic (Borlänge) | Borlänge Publik: 100 Domare: Almir Alisic (Borlänge) |
| 10:00 UTC+1 | 10:00 UTC+1  |             |                 |                                          | Borlänge Publik: 100 Domare: Almir Alisic (Borlänge) | Borlänge Publik: 100 Domare: Almir Alisic (Borlänge) |
| 10:00 UTC+1 | 10:00 UTC+1  |             |                 |                                          | Borlänge Publik: 100 Domare: Almir Alisic (Borlänge) | Borlänge Publik: 100 Domare: Almir Alisic (Borlänge) |

### Kvartsfinal
| Dalarna – Kvartsfinal – 8 deltagande klubblag | Dalarna – Kvartsfinal – 8 deltagande klubblag | Dalarna – Kvartsfinal – 8 deltagande klubblag |
| --------------------------------------------- | --------------------------------------------- | --------------------------------------------- |
| Lag 1                                         | Resultat                                      | Lag 2                                         |
| IFK Mora                                      | 00002–1 (e.f.)                                | Korsnäs IF                                    |
| Islingby IK                                   | 0–4                                           | Avesta AIK                                    |
| IK Brage                                      | 5–1                                           | Slätta SK                                     |
| Ulfshyttans IF                                | 0–8                                           | Dalkurd FF                                    |

| 4           | 22 mars 2014 | IFK Mora                  | 0000 2 – 1 (e.fl.) | Korsnäs IF | Prästholmens IP                                     |                                                     |
| 19:00 UTC+1 | 19:00 UTC+1  | Berisha 97′ Rylander 101′ | (0 – 0) Rapport    | 92′ Edman  | Mora Publik: 80 Domare: Johan Söderström (Borlänge) | Mora Publik: 80 Domare: Johan Söderström (Borlänge) |
| 19:00 UTC+1 | 19:00 UTC+1  |                           |                    |            | Mora Publik: 80 Domare: Johan Söderström (Borlänge) | Mora Publik: 80 Domare: Johan Söderström (Borlänge) |
| 19:00 UTC+1 | 19:00 UTC+1  |                           |                    |            | Mora Publik: 80 Domare: Johan Söderström (Borlänge) | Mora Publik: 80 Domare: Johan Söderström (Borlänge) |

| 5           | 23 mars 2014 | Islingby IK | 0 – 4           | Avesta AIK                                      | Avestavallen                                        |                                                     |
| 14:00 UTC+1 | 14:00 UTC+1  |             | (0 – 1) Rapport | 13′ Berg 67′ Schultz-Eklund 72′, 80′ J. Persson | Avesta Publik: 69 Domare: Björn Andersson (Rättvik) | Avesta Publik: 69 Domare: Björn Andersson (Rättvik) |
| 14:00 UTC+1 | 14:00 UTC+1  |             |                 |                                                 | Avesta Publik: 69 Domare: Björn Andersson (Rättvik) | Avesta Publik: 69 Domare: Björn Andersson (Rättvik) |
| 14:00 UTC+1 | 14:00 UTC+1  |             |                 |                                                 | Avesta Publik: 69 Domare: Björn Andersson (Rättvik) | Avesta Publik: 69 Domare: Björn Andersson (Rättvik) |

| 6           | 30 mars 2015 | IK Brage                                                      | 5 – 1           | Slätta SK   | Kopparvallen                                       |                                                    |
| 15:00 UTC+2 | 15:00 UTC+2  | O. Lundin 5′ Ayik 11′ Zetterström 38′ Hedman 54′ Forsberg 69′ | (3 – 1) Rapport | 28′ Edquist | Falun Publik: 46 Domare: Erik Nordqvist (Borlänge) | Falun Publik: 46 Domare: Erik Nordqvist (Borlänge) |
| 15:00 UTC+2 | 15:00 UTC+2  |                                                               |                 |             | Falun Publik: 46 Domare: Erik Nordqvist (Borlänge) | Falun Publik: 46 Domare: Erik Nordqvist (Borlänge) |
| 15:00 UTC+2 | 15:00 UTC+2  |                                                               |                 |             | Falun Publik: 46 Domare: Erik Nordqvist (Borlänge) | Falun Publik: 46 Domare: Erik Nordqvist (Borlänge) |

| 7           | 31 mars 2014 | Ulfshyttans IF | 0 – 8           | Dalkurd FF                                                                       | Domnarvsvallen                            |                                           |
| 19:00 UTC+2 | 19:00 UTC+2  |                | (0 – 4) Rapport | 10′, 39′ Ahmed 13′ A. Persson 29′ Jagne 53′, 80′ Lindmark 59′ Suljevic 65′ Azizi | Borlänge Domare: Robert Nyberg (Borlänge) | Borlänge Domare: Robert Nyberg (Borlänge) |
| 19:00 UTC+2 | 19:00 UTC+2  |                |                 |                                                                                  | Borlänge Domare: Robert Nyberg (Borlänge) | Borlänge Domare: Robert Nyberg (Borlänge) |
| 19:00 UTC+2 | 19:00 UTC+2  |                |                 |                                                                                  | Borlänge Domare: Robert Nyberg (Borlänge) | Borlänge Domare: Robert Nyberg (Borlänge) |

### Semifinal
| Dalarna – Semifinal – 4 deltagande klubblag | Dalarna – Semifinal – 4 deltagande klubblag | Dalarna – Semifinal – 4 deltagande klubblag |
| ------------------------------------------- | ------------------------------------------- | ------------------------------------------- |
| Lag 1                                       | Resultat                                    | Lag 2                                       |
| Dalkurd FF                                  | 4–0                                         | IFK Mora                                    |
| Avesta AIK                                  | 1–2                                         | IK Brage                                    |

| 9           | 9 april 2014 | Dalkurd FF                                         | 4 – 0           | IFK Mora | Prästholmens IP                                |                                                |
| 19:15 UTC+2 | 19:15 UTC+2  | Alemayehu 26′ Lindmark 45′ Berbatovci 63′ Omoh 84′ | (2 – 0) Rapport |          | Mora Publik: 230 Domare: Henrik Matsson (Mora) | Mora Publik: 230 Domare: Henrik Matsson (Mora) |
| 19:15 UTC+2 | 19:15 UTC+2  |                                                    |                 |          | Mora Publik: 230 Domare: Henrik Matsson (Mora) | Mora Publik: 230 Domare: Henrik Matsson (Mora) |
| 19:15 UTC+2 | 19:15 UTC+2  |                                                    |                 |          | Mora Publik: 230 Domare: Henrik Matsson (Mora) | Mora Publik: 230 Domare: Henrik Matsson (Mora) |

| 10          | 16 april 2014 | Avesta IK    | 1 – 2           | IK Brage                           | Avestavallen                                         |                                                      |
| 19:00 UTC+2 | 19:00 UTC+2   | Eriksson 82′ | (0 – 2) Rapport | 15′ Magnusson 33′ (str.) A. Lundin | Avesta Publik: 150 Domare: Patrik Larsson (Borlänge) | Avesta Publik: 150 Domare: Patrik Larsson (Borlänge) |
| 19:00 UTC+2 | 19:00 UTC+2   |              |                 |                                    | Avesta Publik: 150 Domare: Patrik Larsson (Borlänge) | Avesta Publik: 150 Domare: Patrik Larsson (Borlänge) |
| 19:00 UTC+2 | 19:00 UTC+2   |              |                 |                                    | Avesta Publik: 150 Domare: Patrik Larsson (Borlänge) | Avesta Publik: 150 Domare: Patrik Larsson (Borlänge) |

### Final
| 11          | 28 maj 2014 | IK Brage      | 1 – 2           | Dalkurd FF             | Domnarvsvallen                                           |                                                          |
| 19:00 UTC+2 | 19:00 UTC+2 | A. Lundin 88′ | (0 – 1) Rapport | 9′ Omoh 55′ A. Persson | Borlänge Publik: 1 418 Domare: Patrik Larsson (Borlänge) | Borlänge Publik: 1 418 Domare: Patrik Larsson (Borlänge) |
| 19:00 UTC+2 | 19:00 UTC+2 |               |                 |                        | Borlänge Publik: 1 418 Domare: Patrik Larsson (Borlänge) | Borlänge Publik: 1 418 Domare: Patrik Larsson (Borlänge) |
| 19:00 UTC+2 | 19:00 UTC+2 |               |                 |                        | Borlänge Publik: 1 418 Domare: Patrik Larsson (Borlänge) | Borlänge Publik: 1 418 Domare: Patrik Larsson (Borlänge) |

## Örebro Läns FF

### Gruppspel

#### Grupp 1
| Nr | Lag – Örebro Län ( ) | S | V | O | F | GM | IM | MS | P |
| -- | -------------------- | - | - | - | - | -- | -- | -- | - |
| 1  | Nora-Pershyttan      | 2 | 2 | 0 | 0 | 4  | 1  | +3 | 6 |
| 2  | Karlslunds IF        | 2 | 1 | 0 | 1 | 2  | 3  | −1 | 3 |
| 3  | IK Sturehov          | 2 | 0 | 0 | 2 | 2  | 4  | −2 | 0 |

| 2           | 6 mars 2014 | Nora-Pershyttan       | 2 – 0           | Karlslunds IF | Karslund Arena                                   |                                                  |
| 18:00 UTC+1 | 18:00 UTC+1 | Steiner 26′ Anell 39′ | (2 – 0) Rapport |               | Örebro Publik: 67 Domare: Johan Eriksson (Kumla) | Örebro Publik: 67 Domare: Johan Eriksson (Kumla) |
| 18:00 UTC+1 | 18:00 UTC+1 |                       |                 |               | Örebro Publik: 67 Domare: Johan Eriksson (Kumla) | Örebro Publik: 67 Domare: Johan Eriksson (Kumla) |
| 18:00 UTC+1 | 18:00 UTC+1 |                       |                 |               | Örebro Publik: 67 Domare: Johan Eriksson (Kumla) | Örebro Publik: 67 Domare: Johan Eriksson (Kumla) |

| 4           | 16 mars 2014 | IK Sturehov | 1 – 2   | Nora-Pershyttan          | Allévallen                                            |                                                       |
| 16:15 UTC+1 | 16:15 UTC+1  | Berisha 70′ | Rapport | 74′ Lomjabok 77′ Mostafa | Hallsberg Publik: 50 Domare: Namik Idrizovic (Örebro) | Hallsberg Publik: 50 Domare: Namik Idrizovic (Örebro) |
| 16:15 UTC+1 | 16:15 UTC+1  |             |         |                          | Hallsberg Publik: 50 Domare: Namik Idrizovic (Örebro) | Hallsberg Publik: 50 Domare: Namik Idrizovic (Örebro) |
| 16:15 UTC+1 | 16:15 UTC+1  |             |         |                          | Hallsberg Publik: 50 Domare: Namik Idrizovic (Örebro) | Hallsberg Publik: 50 Domare: Namik Idrizovic (Örebro) |

| 7           | 29 mars 2014 | Karlslunds IF | 2 – 1           | IK Sturehov | Karslund Arena                       |                                      |
| 13:00 UTC+1 | 13:00 UTC+1  | Kuhi Molin    | (2 – 0) Rapport | Krona       | Kumla Domare: Kalle Jansson (Örebro) | Kumla Domare: Kalle Jansson (Örebro) |
| 13:00 UTC+1 | 13:00 UTC+1  |               |                 |             | Kumla Domare: Kalle Jansson (Örebro) | Kumla Domare: Kalle Jansson (Örebro) |
| 13:00 UTC+1 | 13:00 UTC+1  |               |                 |             | Kumla Domare: Kalle Jansson (Örebro) | Kumla Domare: Kalle Jansson (Örebro) |

#### Grupp 2
| Nr | Lag – Örebro Län ( ) | S | V | O | F | GM | IM | MS  | P |
| -- | -------------------- | - | - | - | - | -- | -- | --- | - |
| 1  | Rynninge IK          | 2 | 2 | 0 | 0 | 13 | 2  | +11 | 6 |
| 2  | Örebro Syrianska     | 2 | 1 | 0 | 1 | 4  | 7  | −3  | 3 |
| 3  | Vretstorps IF        | 2 | 0 | 0 | 2 | 2  | 10 | −8  | 0 |

| 5           | 16 mars 2014 | Örebro Syrianska               | 3 – 1           | Vretstorps IF | Karlslunds Arena                             |                                              |
| 18:00 UTC+1 | 18:00 UTC+1  | Can 34′ Surville 37′ Nasir 73′ | (2 – 0) Rapport | 53′ Erixon    | Kumla Publik: 72 Domare: Ahmed Abid (Örebro) | Kumla Publik: 72 Domare: Ahmed Abid (Örebro) |
| 18:00 UTC+1 | 18:00 UTC+1  |                                |                 |               | Kumla Publik: 72 Domare: Ahmed Abid (Örebro) | Kumla Publik: 72 Domare: Ahmed Abid (Örebro) |
| 18:00 UTC+1 | 18:00 UTC+1  |                                |                 |               | Kumla Publik: 72 Domare: Ahmed Abid (Örebro) | Kumla Publik: 72 Domare: Ahmed Abid (Örebro) |

| 6           | 23 mars 2014 | Vretstorps IF | 1 – 7           | Rynninge IK                                                                 | Allévallen                                            |                                                       |
| 18:15 UTC+1 | 18:15 UTC+1  | Erixon 90′    | (0 – 3) Rapport | 18′ Diawara 23′, 47′, 54′ Karahmet 45′ (str.) Florén 55′ Pers 87′ Pavicevic | Hallsberg Publik: 50 Domare: Namik Idrizovic (Örebro) | Hallsberg Publik: 50 Domare: Namik Idrizovic (Örebro) |
| 18:15 UTC+1 | 18:15 UTC+1  |               |                 |                                                                             | Hallsberg Publik: 50 Domare: Namik Idrizovic (Örebro) | Hallsberg Publik: 50 Domare: Namik Idrizovic (Örebro) |
| 18:15 UTC+1 | 18:15 UTC+1  |               |                 |                                                                             | Hallsberg Publik: 50 Domare: Namik Idrizovic (Örebro) | Hallsberg Publik: 50 Domare: Namik Idrizovic (Örebro) |

| 8           | 29 mars 2014 | Rynninge IK                                                            | 6 – 1           | Örebro Syrianska | Pettersbergs IP                                  |                                                  |
| 15:00 UTC+1 | 15:00 UTC+1  | Åvall 5′ (str.) Klinton 10′, 71′ Florén 58′ Karahmet 83′ Lindqvist 88′ | (2 – 0) Rapport | 60′ Jelecak      | Örebro Publik: 84 Domare: Johan Eriksson (Kumla) | Örebro Publik: 84 Domare: Johan Eriksson (Kumla) |
| 15:00 UTC+1 | 15:00 UTC+1  |                                                                        |                 |                  | Örebro Publik: 84 Domare: Johan Eriksson (Kumla) | Örebro Publik: 84 Domare: Johan Eriksson (Kumla) |
| 15:00 UTC+1 | 15:00 UTC+1  |                                                                        |                 |                  | Örebro Publik: 84 Domare: Johan Eriksson (Kumla) | Örebro Publik: 84 Domare: Johan Eriksson (Kumla) |

#### Grupp 3
| Nr | Lag – Örebro Län ( ) | S | V | O | F | GM | IM | MS  | P |
| -- | -------------------- | - | - | - | - | -- | -- | --- | - |
| 1  | BK Forward           | 2 | 2 | 0 | 0 | 10 | 1  | +9  | 6 |
| 2  | IFK Kumla            | 2 | 1 | 0 | 1 | 6  | 5  | +1  | 3 |
| 3  | Mariebergs IK        | 2 | 0 | 0 | 2 | 1  | 11 | −10 | 0 |

| 1           | 5 mars 2014 | Mariebergs IK | 0 – 6           | BK Forward                                               | Behrn Arena                                |                                            |
| 19:30 UTC+1 | 19:30 UTC+1 |               | (0 – 3) Rapport | 14′, 19′ Lamu 43′ Alp 50′ Bukva 69′ Walker 81′ Björndahl | Örebro Domare: Samir Bahtijaragic (Örebro) | Örebro Domare: Samir Bahtijaragic (Örebro) |
| 19:30 UTC+1 | 19:30 UTC+1 |               |                 |                                                          | Örebro Domare: Samir Bahtijaragic (Örebro) | Örebro Domare: Samir Bahtijaragic (Örebro) |
| 19:30 UTC+1 | 19:30 UTC+1 |               |                 |                                                          | Örebro Domare: Samir Bahtijaragic (Örebro) | Örebro Domare: Samir Bahtijaragic (Örebro) |

| 3           | 15 mars 2014 | IFK Kumla                                               | 5 – 1           | Mariebergs IK | Kumla IP                              |                                       |
| 14:00 UTC+1 | 14:00 UTC+1  | Arnold 16′ 34′ (sjm.) Åberg 55′ Coric 58′ Magnusson 84′ | (2 – 0) Rapport | 74′ Hedman    | Kumla Domare: Rasmus Ekelund (Örebro) | Kumla Domare: Rasmus Ekelund (Örebro) |
| 14:00 UTC+1 | 14:00 UTC+1  |                                                         |                 |               | Kumla Domare: Rasmus Ekelund (Örebro) | Kumla Domare: Rasmus Ekelund (Örebro) |
| 14:00 UTC+1 | 14:00 UTC+1  |                                                         |                 |               | Kumla Domare: Rasmus Ekelund (Örebro) | Kumla Domare: Rasmus Ekelund (Örebro) |

| 9           | 2 april 2014 | BK Forward                     | 4 – 1           | IFK Kumla  | Kumla IP                                           |                                                    |
| 19:00 UTC+2 | 19:00 UTC+2  | Lamu 9′ Alp 18′ Bukva 46′, 73′ | (2 – 1) Rapport | 41′ Rohlén | Kumla Publik: 100 Domare: Namik Idrizovic (Örebro) | Kumla Publik: 100 Domare: Namik Idrizovic (Örebro) |
| 19:00 UTC+2 | 19:00 UTC+2  |                                |                 |            | Kumla Publik: 100 Domare: Namik Idrizovic (Örebro) | Kumla Publik: 100 Domare: Namik Idrizovic (Örebro) |
| 19:00 UTC+2 | 19:00 UTC+2  |                                |                 |            | Kumla Publik: 100 Domare: Namik Idrizovic (Örebro) | Kumla Publik: 100 Domare: Namik Idrizovic (Örebro) |

### Ranking av grupptvåor
| Nr | Lag (grupp)          | S | V | O | F | GM | IM | MS | P |
| -- | -------------------- | - | - | - | - | -- | -- | -- | - |
| 1  | IFK Kumla (3)        | 2 | 1 | 0 | 1 | 6  | 5  | +1 | 3 |
| 2  | Karlslunds IF (1)    | 2 | 1 | 0 | 1 | 2  | 3  | −1 | 3 |
| 3  | Örebro Syrianska (2) | 2 | 1 | 0 | 1 | 4  | 7  | −3 | 3 |

### Finalspel
| Örebro Län – Final – 4 deltagande klubblag | Örebro Län – Final – 4 deltagande klubblag | Örebro Län – Final – 4 deltagande klubblag |
| ------------------------------------------ | ------------------------------------------ | ------------------------------------------ |
| Lag 1                                      | Resultat                                   | Lag 2                                      |
| Rynninge IK                                | 1–1 (5–6 str.)                             | IFK Kumla                                  |
| Nora-Pershyttan                            | 2–2 (4–2 str.)                             | BK Forward                                 |

| 10          | 22 april 2014 | Rynninge IK                     | 1 – 1                      | IFK Kumla                                              | Pettersbergs IP                                 |                                                 |
| 19:00 UTC+2 | 19:00 UTC+2   | Åwall 90′ (str.)                | (0 – 0) Rapport            | 88′ Magnusson                                          | Örebro Publik: 120 Domare: Salko Basic (Örebro) | Örebro Publik: 120 Domare: Salko Basic (Örebro) |
| 19:00 UTC+2 | 19:00 UTC+2   |                                 |                            |                                                        | Örebro Publik: 120 Domare: Salko Basic (Örebro) | Örebro Publik: 120 Domare: Salko Basic (Örebro) |
| 19:00 UTC+2 | 19:00 UTC+2   | Pers Florén Karahmet Åwall Palm | Straffsparksläggning 5 – 6 | Marlowe Sjölinder Karlsson J. Åberg Magnusson P. Åberg | Örebro Publik: 120 Domare: Salko Basic (Örebro) | Örebro Publik: 120 Domare: Salko Basic (Örebro) |

| 11          | 13 maj 2014 | Nora-Pershyttan                      | 2 – 2                      | BK Forward                   | Norvalla IP                                     |                                                 |
| 19:00 UTC+2 | 19:00 UTC+2 | Ielo 85′ (str.), 90′ (str.)          | (0 – 2) Rapport            | 12′ Ring 29′ Albertson       | Nora Publik: 220 Domare: Johan Eriksson (Kumla) | Nora Publik: 220 Domare: Johan Eriksson (Kumla) |
| 19:00 UTC+2 | 19:00 UTC+2 |                                      |                            |                              | Nora Publik: 220 Domare: Johan Eriksson (Kumla) | Nora Publik: 220 Domare: Johan Eriksson (Kumla) |
| 19:00 UTC+2 | 19:00 UTC+2 | Henriksson Steiner Mostafa Dahlkvist | Straffsparksläggning 4 – 2 | Bulun Wettéus Björndahl Ring | Nora Publik: 220 Domare: Johan Eriksson (Kumla) | Nora Publik: 220 Domare: Johan Eriksson (Kumla) |

## Anmärkningslista
1. ↑  Publiksnittet uträknat på 18 matcher. (Detta för att få ett mer realistiskt publiksnitt då fyra matcher inte angivit publiksiffror.